# フリードリヒ5世 (ニュルンベルク城伯)
フリードリヒ5世・フォン・ニュルンベルク（Friedrich V. von Nürnberg、1333年頃 – 1398年1月21日）は、ホーエンツォレルン家出身のニュルンベルク城伯。ニュルンベルク城伯ヨハン2世とエリーザベト・フォン・ヘンネベルクの子。

## 生涯
1357年の父の死により、城伯の地位と、それに伴い、戦略上重要な皇帝の城であるニュルンベルク城の保護責任を負い、1361年まで叔父のアルブレヒトとともにその職務を遂行した。フリードリヒ5世は、そのたぐいまれな経営手腕が高く評価されている。彼は、自らの所領の境界を越えて帝国業務を遂行することに少しの疑問も持っていなかった。彼は、ホーエンツォレルン家の忠誠心を改め、神聖ローマ皇帝カール4世側についた。皇帝に対する務めとして、フランケンのラント平和同盟の先頭に立ち、帝国指揮官の官庁を引き受けた。その後、アルザスやさらに後にはオーバーシュヴァーベンの代官としても活動している。
彼の皇帝に対する働きにより、カール4世は1363年に、城伯としては初めて、諸侯の身分の特権を彼に与えた。金印勅書の形で、ホーエンツォレルン家が帝国貴族の一員であることを保証し、選帝侯など昔からの帝国諸侯と同様の特権を享受することを許した。これらの特権には、「不移管の特権」が含まれる。フリードリヒ5世は、1397年に引退し、1398年に亡くなった。
死後、所領は1385年の協約に従って分割された。息子たちのうち、兄のヨハン3世は、山地地方を治め、弟のフリードリヒ6世は、アンスバッハ周辺地域（山地の麓）を治めた。後者は、後にホーエンツォレルン家で初めてブランデンブルク選帝侯に就任する。

## 子女
1350年にマイセン辺境伯フリードリヒ2世の娘エリーザベトと結婚した。2人の子供は以下の通り。
- ベアトリクス（1355年 - 1414年） - オーストリア公アルブレヒト3世妃
- エリーザベト（1358年 - 1411年） - プファルツ選帝侯ループレヒト3世（神聖ローマ皇帝ループレヒト）妃
- アグネス（1366年 - 1432年） - ホーフ女子修道院（1376年 - 1386年）。1386年、ダーバー男爵フリードリヒ（1410年没）とコンスタンツにて結婚。ホーフ女子修道院長（1411年 - 1432年）
- マルガレーテ（1367年 - 1420年） - ヘッセン方伯ヘルマン2世妃
- ヨハン3世（1369年 - 1420年） - ニュルンベルク城伯
- フリードリヒ6世（1371年 - 1440年） - ニュルンベルク城伯。後にホーエンツォレルン家で初めてのブランデンブルク選帝侯フリードリヒ1世。
- フェローニカ（1375年 - ?） - ポメラニア公バルニム6世妃
- アンナ（1375年 - 1392年）
- カタリーナ（1375年頃 - 1409年）